# Kosmoklimatologia
Kosmoklimatologia – wpływ zjawisk kosmicznych na zmiany klimatu na Ziemi. Termin został zaproponowany przez Svensmarka w 2007 roku. 
Jedna z hipotez kosmoklimatologii dotyczy wpływu promieniowania kosmicznego na zmiany pokrywy chmur w dolnej troposferze poprzez tworzenie dodatkowych jąder nukleacji. Pomysł jest jedną z zaproponowanych hipotez dotyczących wpływu cykli słońca na zmiany klimatu na Ziemi . Pierwsze symulacje wpływu promieniowania kosmicznego na pokrywę chmur wykazały, że jest ono o 2 rzędy wielkości za małe aby istotnie wpłynąć na zmianę klimatu.